# 大頭白姑魚
大頭彭納石首魚，又稱大頭白姑魚，俗名白口、帕頭、黃順，為輻鰭魚綱鱸形目石首魚科的其中一個種。

## 分布
本魚分布在印度西太平洋區，包括中國、香港、臺灣、日本、印尼、馬來西亞、新加坡及越南等海域。

## 深度
水深3至100公尺。

## 特徵
本魚體側扁，口腔內為黑色，鰓蓋上方具不明顯暗斑，體背部銀灰褐色，腹部銀白色，尾柄細長，尾鰭楔形。背鰭硬棘11枚、背鰭软条26-29枚;臀鰭硬棘2枚、臀鳍软条7枚。體長可達23公分。

## 生態
本魚喜棲息在混濁度較高的水域，能以魚鰾發聲，屬肉食性，以小型底棲無脊椎動物為食。

## 經濟利用
食用魚，肉質佳，適合油炸和清蒸食用。